# 坎氏菌属
坎氏菌属（学名：Cunninghammyces）是挂钟菌科下的一个属。

## 下属物种
本属包括以下物种：
- Cunninghammyces fusisporus Boidin & Gilles
- 脐突坎氏菌 Cunninghammyces umbonatus (G.Cunn.) Stalpers